# Cythna Lindenberg Letty
Pour les articles homonymes, voir Letty et Lindenberg.
Cythna Lindenberg Letty  est une botaniste sud-africaine, née le 1er janvier 1895 à Standerton et décédée le 3 mai 1985  à Pretoria, Afrique australe. Elle est considérée comme une doyenne de l'art botanique d'Afrique du Sud en raison de la qualité et de la quantité de ses peintures et croquis exécutées méticuleusement au crayon, produits sur une période de 40 années avec l'Herbier national à Pretoria.
Cythna Letty est surtout connue pour son livre "Fleurs sauvages du Transvaal" qui a été publié en 1962. Lorsque la monnaie décimale a été introduite en Afrique du Sud, elle a été invitée à concevoir les motifs floraux pour les pièces de monnaie de 10, 20 et 50 cents. Outre la peinture, elle était une poète accomplie et a publié Les enfants des Heures vers ses 80 ans.

## Biographie
Cythna était l'aînée du second mariage de sa mère Josina Christina Lindenberg et a été nommé d'après l'héroïne du poème de Percy Shelley, "La révolte de l'Islam". Les Lettys avaient cinq enfants et s'occupaient des six enfants du premier mariage de Josina. Ils ont appris à jouer un certain nombre d'instruments de musique.
Le père de Cythna, Walter Edward Letty, a eu beaucoup de changements de carrière et la famille a souvent été déraciné. En conséquence, Cythna a été dans un total de 13 écoles, finissant ses études à la Pretoria Girls' High School. Avec le déclenchement de la Première Guerre mondiale, Walter est enrôlé et sert en France, il y est resté après que la paix ait été déclarée. Josina a soutenu la famille en illustrant des arbres généalogiques. Ses compétences artistiques ont été transmis à un certain nombre de ses enfants, mais seulement Cythna a eu une passion pour la botanique.
Les principales professions de Cythna jusqu'en 1924 ont été l'enseignement et les soins infirmiers. Pendant deux ans, elle a travaillé en tant qu'artiste, à la Division vétérinaire de Onderstepoort près de Pretoria, illustrant les organes malades et cancéreux, après quoi elle a été transférée à la Division industrielle des plantes sous la direction du Docteur Illtyd Buller Pole-Evans. C'est là qu'elle a commencé ses 730 contributions à "Flowering Plants of Africa", un exemple de l'Anemone fanninii Harv. ex Mast.
Elle a démissionné en 1938 pour se marier avec Oscar William Alric Forssman. Après avoir eu un fils, elle a rejoint la Division de botanique en 1945 et y est resté jusqu'en 1966. Elle a reçu une médaille d'argent par la Royal Horticultural Society pour son exposition de peintures de fleurs en 1970.
Son intérêt pour les Zantedeschia l'a amenée à une étude du genre et son article est paru dans Bothalia 11: 5-26 (1973). Elle a illustré de nombreux livres sur la botanique comme "Trees and shrubs in the Kruger National Park" (1951) par L. EW Codd, qui était à l'époque directeur de l'Institut de recherche botanique. Elle a également illustré The Stapelieae (1937) par White & Sloane, et Grasses and Pastures of South Africa (1955) par Lucy KA Chippindall. En 1973, elle a reçu un doctorat honorifique en droit de l'Université de Witwatersrand.
Ses cendres ont été dispersées dans la réserve naturelle Letty Cythna près de la petite ville de Barberton en Mpumalanga. En 1989, l'Institut national de botanique a publié un portefeuille de sept gravures de tableaux de fleurs choisies dans deux journaux tenus par la mère de Cythna, Josina Letty, et stocké dans la bibliothèque de l'Institut Mary Gunn à Pretoria.
La Société botanique de l'Afrique du Sud l'a commémoré par l'attribution de la "Cythna Letty Medal" qui est attribué pour une contribution significative à la promotion de la flore d'Afrique du Sud par l'intermédiaire de peintures ou dessins botaniques publiées.
Les plantes nommés d'après elle comprennent Crassula lettyae Phillips et Aloe lettyae Reynolds. Elle est désignée par la Liste des abréviations d'auteur en taxinomie végétale par le nom "Letty"

## Publications
- An Introduction to Botany and to a Few Transvaal Veld Flowers (avec Verdoorn)(J.L Van Schaik, Pretoria 1920)
- Wild Flowers of the Transvaal (avec Dyer, Verdoorn and Codd 1962) ISBN B0007IZSNE
- Trees of South Africa (Tafelberg 1975)  (ISBN 0-624-00671-9)
- Children of the Hours - Indigenous Plants With Peculiar Habits (AD. Donker Ltd 1981) ISBN B000N2D7SM